# Ernest Jouin
Pour les articles homonymes, voir Jouin.
Ernest Jouin, né le 21 décembre 1844 à Angers et mort le 27 juin 1932 à Paris, est un prêtre catholique, journaliste et auteur français.

## Biographie
Fils d'un artisan ébéniste de l'Anjou, Ernest Jouin est successivement vicaire à Brézé, à Angers puis à Saint Etienne-du-Mont (Paris). Il devient ensuite chapelain de Sainte-Geneviève, toujours à Paris, puis devient en juillet 1882 curé de Joinville-le-Pont (alors dans le département de la Seine, aujourd’hui dans celui du Val-de-Marne). Il reste à ce poste jusqu’en 1886 et y connaît « ses premiers démêlés avec la franc-maçonnerie ». Puis il devient vicaire à Saint-Augustin et curé de Saint-Médard (Paris). Jouin fut élevé le 23 mars 1918 à la dignité de prélat romain, en qualité de prélat domestique puis de protonotaire apostolique. Il fut un ami d'Arthur Preuss.
En 1902, Ernest Jouin, curé de Saint-Augustin à Paris, faisait représenter La Passion au « Nouveau Théâtre ».
En 1907, l'abbé Jouin est poursuivi devant le Tribunal correctionnel pour infraction à la loi du 9 décembre 1905 sur la séparation de l'Église et de l'État pour avoir distribué le 9 décembre 1906 dans son église  une brochure imprimée contenant l'annonce d'une messe de deuil pour le mercredi suivant.

## Antijudaïsme, antimaçonnique et anti-occultisme
Parallèlement à la publication de travaux historiques, Jouin a écrit de nombreux ouvrages antimaçonniques ; il a également fondé la Revue internationale des sociétés secrètes en 1912, organe ayant pour objectif notamment de faire la lumière sur un prétendu « péril maçonnique ». Dénonciateur des visées politiques et spirituelles ourdis par des sociétés secrètes et des forces occultes, Jouin fut un spécialiste de l'ésotérisme, de l'occultisme et de la franc-maçonnerie (collection spéciale R.I.S.S. « Rose » et il a fait paraître plusieurs bibliographies à ce sujet). La R.I.S.S. a été un des premiers périodiques français à reproduire et publier sans réserve les Protocoles des Sages de Sion, le célèbre faux antijuif russe. 
Jouin exerça une influence considérable sur la littérature politique conservatrice de l'époque (certains auteurs s'y réfèrent encore). Il s'inscrit dans la lignée de dénonciateurs de sociétés secrètes tels l'abbé Barruel et certains penseurs de la contre-révolution. Dans ce cadre, son influence dépasse les frontières françaises : ainsi dès 1910, mais surtout après-guerre, il est en relation avec Umberto Benigni. 
Il est l'auteur de la célèbre thèse de complot selon laquelle Léon XIII a résisté à une tentative d'infiltration maçonnique au Vatican, longtemps avant l'affaire de la loge P2 mais après l'affaire de la Haute-Vente.
En 1932, quelques mois après la mort du fondateur de la Ligue franc-catholique, ses membres ont constitué un groupe dénommé Cercle Ernest Jouin.

## Thèses
En 1912[réf. incomplète], dans la revue internationale des sociétés secrètes, Jouin affirma que la mort de l'archiduc François-Ferdinand d'Autriche lors de l'attentat de Sarajevo était prévue par les loges de francs-maçons. De plus, il laissa entendre que Nedeljko Čabrinović, Casimirović et Milan Ciganović avaient de solides liens avec la franc-maçonnerie.

## Analyses
Émile Poulat l'a décrit ainsi[source insuffisante] : “Personnalité marquante et unanimement respectée, dont l’œuvre et l’action ont été louées et encouragées par Benoît XV et Pie XI, qui le nommèrent l’un prélat domestique et l’autre protonotaire apostolique, dont les funérailles furent présidées par le cardinal Verdier et la biographie préfacée par Dom Cabrol, et dont on a pu proposer à Rome en 1957 la cause de béatification. Les travaux récents de Nina Valbousquet éclairent d'un jour nouveau les encouragements de Benoît XV et de Pie XI à son endroit et appelle à une réévaluation de la portée de ces derniers notamment concernant le Péril judéo-maçonnique.

## Publications
- La Passion, grande et brève, Mistère en vingt tableaux, Éditions Léon Guillonneau, 1910.
- Préface à L'initiation maçonnique de Charles Nicoullaud, Perrin, 1913.
- (éditeur), Les Protocoles des Sages de Sion, traduction de la version de Gueorgui Boutmi, Revue Internationale des Sociétés Secrètes, 1920.
- Le péril judéo-maçonnique, Revue Internationale des Sociétés Secrètes, 1921
- L'après-guerre, la guerre, l'avant-guerre 1870-1914-1927, Revue Internationale des Sociétés Secrètes, 1927
- avec V. Descreux, Bibliographie occultiste et maçonnique : répertoire d'ouvrages imprimés et manuscrits relatifs à la Franc-maçonnerie, les sociétés secrètes la magie, etc., Revue Internationale des Sociétés Secrètes, Paris, 1930.
- La Papauté et la franc-maçonnerie, discours du 8 décembre 1930 ; disponible en ligne
- La Guerre maçonnique, (1919)
- La conjuration contre le monde chrétien

Livres traduits
- Traduction du livre de Jacob Brafman, Les Sources de l'impérialisme juif: Le Qahal, (Paris, 1925)[10].